# (13408) Deadoklestic
(13408) Deadoklestic est un astéroïde de la ceinture principale.

## Description
(13408) Deadoklestic est un astéroïde de la ceinture principale. Il fut découvert le 10 octobre 1999 à Višnjan par Mario Jurić et Korado Korlević. Il présente une orbite caractérisée par un demi-grand axe de 2,42 UA, une excentricité de 0,18 et une inclinaison de 3,4° par rapport à l'écliptique.

## Compléments